# إلياس هويل
إلياس هويل (بالإنجليزية: Elias Howell)‏ هو سياسي أمريكي، ولد في 1792 بنيوجيرسي في الولايات المتحدة، وتوفي في 1 مايو 1844 بنيوارك في الولايات المتحدة. حزبياً، نشط في الحزب الوطني الجمهوري ‏. وقد انتخب عضو مجلس النواب الأمريكي.